# (73758) 1994 CB11
(73758) 1994 CB11 – planetoida z pasa głównego asteroid okrążająca Słońce w ciągu 5,43 lat w średniej odległości 3,09 j.a. Odkryta 7 lutego 1994 roku.